# جيجا شيكادزي
جيجا شيكادزي (بالجورجية: გიგა ჭიკაძე؛ مواليد 25 أغسطس 1988) هو مقاتل فنون قتالية مختلطة وكيك بوكسر سابق جورجي. يُنافس حاليا في فئة وزن الريشة في يو إف سي.

## حياته الشخصية
صرح تشيكادزي بأنه التحق بالجامعة وتخرج بتخصص إدارة الأعمال.

## سجل فنون القتال المختلطة
| السجل المهني |        |         |
| 17 نزال      | 14 فوز | 3 خسارة |
| ضربة قاضية   | 9      | 0       |
| إخضاع        | 1      | 1       |
| قرار القضاة  | 4      | 2       |

## وصلات خارجية
- جيجا شيكادزي على موقع يو إف سي (الإنجليزية)
- جيجا شيكادزي على موقع شيردوغ (الإنجليزية)
- جيجا شيكادزي على موقع Tapology.com (الإنجليزية)